# دار جليميد

تعديل مصدري - تعديل

دار جليميد هي إحدى قرى عزلة بني عواض بمديرية بعدان التابعة لمحافظة إب، بلغ تعداد سكانها 79 نسمة حسب تعداد اليمن لعام 2004.

## روابط خارجية
- المركز الوطني للمعلومات باليمن